# Mario Provaglio
Mario Provaglio (Brescia, 11 maggio 1915 – 1944) è stato un calciatore italiano, di ruolo centrocampista.
Morì in Russia nel 1944.

## Carriera
Mediano, giocò in Serie A con Brescia e Milan.
Esordì giovanissimo nel Brescia, nella gara casalinga di campionato vinta per 1-0 contro la Roma del 10 settembre 1933.